# Larry Kaplan
Pour les articles homonymes, voir Kaplan.
Larry Kaplan, né en 1949, est un concepteur et programmeur de jeu vidéo américain. 

## Biographie
Larry Kaplan entre chez Atari en août 1976 et développe différents jeux qui connaissent un succès commercial. Ne s'estimant pas suffisamment reconnu et équitablement rémunéré pour son travail, il quitte Atari en août 1979 et cofonde la société Activision. Son œuvre la plus connue est Kaboom! sur Atari 2600, publié par Activision en 1981. Larry Kaplan quitte la société en juin 1982 dans le but de monter une société pour créer une nouvelle console de jeu (dans un marché alors dominé par l'Atari 2600 et empreint à l'immobilisme). 
En 1982, aux côtés de Jay Miner (ancien d'Atari et désormais employé de Zimast), il est à l'initiative de la société Hi-Toro, futur Amiga Corporation, dirigé par Dave Morse. L'idée est que Jay Miner concevrait les puces de la nouvelle machine, Zimast les produirait et Larry Kaplan et Activision développerait les jeux. Nolan Bushnell, le fondateur d'Atari (retiré en 1978), convainc finalement Larry Kaplan qu'il peut trouver un meilleur parti pour mener à bien son projet. En octobre 1982, Kaplan quitte Hi-Toro (il ne participe pas à l'aventure Amiga) et est embauché par Atari en qualité de vice-président du pôle logiciel. Deux mois plus tard, Atari annonce un milliard de dollars US de pertes (cf. krach du jeu vidéo de 1983) et Kaplan quitte la société en mars 1983.
Par la suite, il travaille pour diverses sociétés comme la branche US de Capcom (1994-1995), The 3DO Company (1995 puis 2001-2003) ou encore PDI (1995-1996, directeur technique sur le film d'animation Fourmiz).

## Travaux
- Street Racer (1977)
- Air-Sea Battle (1977)
- Brain Games (1978)
- Bowling (1978)
- Bridge (1980)
- Kaboom! (1981)